# Göncruszka megállóhely
Göncruszka megállóhely egy Borsod-Abaúj-Zemplén vármegyei vasúti megállóhely Göncruszka településen, a MÁV üzemeltetésében. A belterület délkeleti széle közelében helyezkedik el, a község főutcájának számító 3713-as út felől egy önkormányzati úton (Állomás utca) érhető el.

## Vasútvonalak
A megállóhelyet az alábbi vasútvonalak érintik:
- Szerencs–Hidasnémeti-vasútvonal

## Kapcsolódó állomások
A megállóhelyhez az alábbi állomások vannak a legközelebb:
- Hejce-Vilmány megállóhely (Szerencs–Hidasnémeti-vasútvonal)
- Gönc megállóhely (Szerencs–Hidasnémeti-vasútvonal)

## Forgalom
| Járat        | Útvonal | Gyakoriság                    |
| ------------ | --- | ----------------------------- |
| személyvonat | Abaújszántó – Abaújkér – Boldogkőváralja – Korlát-Vizsoly – Fony – Hejce-Vilmány – Göncruszka – Gönc – Zsujta – Hidasnémeti | Napi 3 pár, nyáron napi 5 pár |